# 우오즈 단층

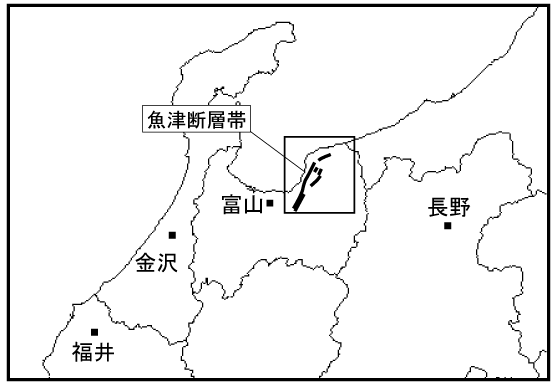
우오즈 단층의 위치 지도.

우오즈 단층(일본어: 魚津断層 우오즈단소[*])은 도야마현 시모니카와군 아사히정에서 우오즈시를 지나 다테야마정 부근에 이르는 길이 약 32km의 활성단층이다. 약 1 km 떨어져 병행하는 2개의 단층으로 구성되어 있다.

## 지진 발생 확률
30년 내 발생 확률은 0.4% 이상으로 추정한다.
| 구역        | 지진 종류 | 2021년 1월 1일 기준 | 2021년 1월 1일 기준 |
| 구역        | 지진 종류 | 규모(M)             | 30년 내 발생 확률   |
| 우오즈 단층 |           | M7.3 정도           | 0.4% 이상           |